# Du hành không gian

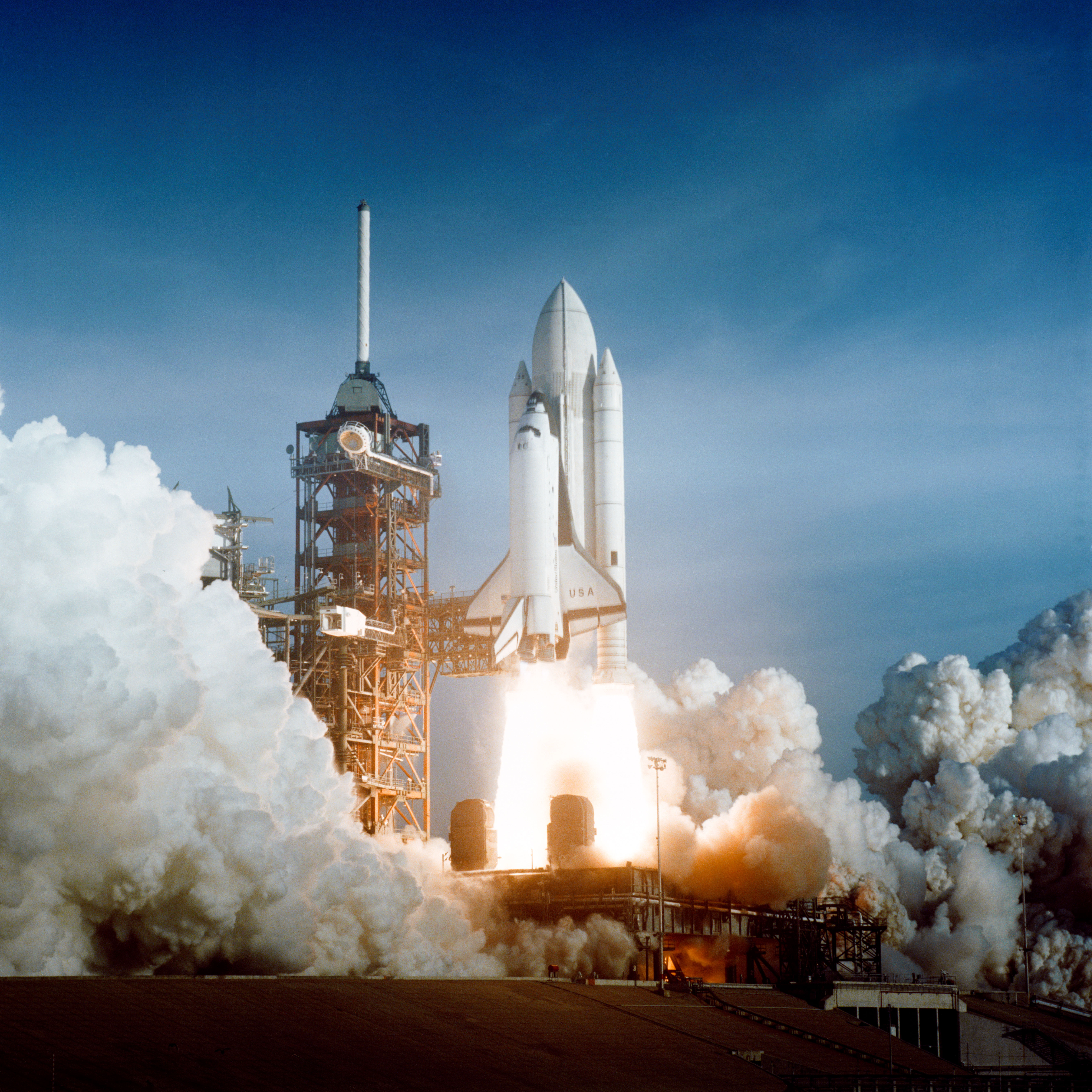
Tàu con thoi Columbia đang được phóng lên.

Du hành không gian hay phi hành vũ trụ là chuyến bay bằng cách phóng tên lửa đi vào không gian vũ trụ. Du hành không gian gồm tàu không gian có người hoặc không có người. Các chuyến du hành không gian có người bao gồm chương trình Soyuz của Nga, chương trình tàu con thoi của Hoa Kỳ, cũng như các chuyến đưa người lên Trạm Vũ trụ Quốc tế. Các phi vụ du hành không gian không có người bao gồm các tàu thăm dò không gian thoát khỏi sức hút của Trái Đất, cũng như các vệ tinh nhân tạo bay quanh Trái Đất. Các tàu thăm dò không gian hoặc được điều khiển từ mặt đất thông qua tín hiệu điện từ hoặc được lập trình tự động.
Du hành không gian được sử dụng trong thám hiểm không gian, và cả trong các hoạt động thương mại như du lịch vũ trụ và viễn thông vệ tinh. Việc sử dụng phi thương mại bổ sung cho các chuyến bay vũ trụ bao gồm đài quan sát vũ trụ, vệ tinh trinh sát và các vệ tinh quan sát Trái Đất khác.
Du hành không gian có thể đạt được với các loại hệ thống phóng khác nhau, thông thường bằng cách phóng tên lửa, cung cấp lực đẩy ban đầu để vượt qua lực hấp dẫn và đẩy tàu vũ trụ khỏi bề mặt Trái Đất. Khi ở trong không gian, chuyển động của tàu vũ trụ   - cả khi không được gắn và khi bị đẩy   - được nghiên cứu trong lĩnh vực nghiên cứu được gọi là động lực học thiên văn. Một số tàu vũ trụ tồn tại trong không gian vô thời hạn, một số tàu tan rã trong quá trình tái nhập khí quyển và một số khác tiếp cận bề mặt hành tinh hoặc mặt trăng để hạ cánh hoặc gây tác động.

## Lịch sử
Đề xuất lý thuyết đầu tiên về du hành vũ trụ sử dụng tên lửa đã được nhà thiên văn học và nhà toán học người Scotland William Leitch đưa ra trong một bài tiểu luận năm 1861 "Hành trình xuyên không gian". Nổi tiếng hơn (mặc dù không được biết đến rộng rãi bên ngoài nước Nga) là tác phẩm của Konstantin Tsiolkovsky, "Исследование мировых пространств реактивными приборами"(Khám phá không gian vũ trụ bằng các thiết bị phản lực), xuất bản năm 1903.
Tác phẩm về chế tạo tên lửa của Tsiolkovsky không được đánh giá cao trong suốt cuộc đời của ông, nhưng ông đã ảnh hưởng đến Serge Korolev, người trở thành nhà thiết kế tên lửa chính của Liên Xô dưới thời Joseph Stalin, để phát triển tên lửa đạn đạo xuyên lục địa để mang vũ khí hạt nhân làm biện pháp đối phó với máy bay ném bom của Hoa Kỳ. Các dẫn xuất của tên lửa R-7 Semyorka của Korolev đã được sử dụng để phóng vệ tinh Trái Đất nhân tạo đầu tiên trên thế giới, Sputnik 1, vào ngày 4 tháng 10 năm 1957 và sau đó là người đầu tiên quay quanh Trái Đất, Yuri Gagarin trong tàu Vostok 1, vào ngày 12 tháng 4 năm 1961.
Du hành không gian đã trở thành một khả năng kỹ thuật với công trình của ấn phẩm của Robert H. Goddard vào năm 1919 trong bài viết của ông Phương pháp đạt đến độ cao cực độ. Việc ông áp dụng vòi de Laval cho tên lửa nhiên liệu lỏng đã cải thiện hiệu quả đủ để việc đi lại giữa các hành tinh trở nên khả thi. Ông cũng đã chứng minh trong phòng thí nghiệm rằng tên lửa sẽ hoạt động trong chân không vũ trụ;   Dù sao, tác phẩm của ông không được công chúng coi trọng. Nỗ lực của ông nhằm bảo đảm một hợp đồng của Quân đội cho một vũ khí phóng tên lửa trong Thế chiến thứ nhất đã bị thật bại do hiệp định đình chiến ngày 11 tháng 11 năm 1918 với Đức. Làm việc với sự hỗ trợ tài chính tư nhân, ông là người đầu tiên phóng tên lửa nhiên liệu lỏng vào năm 1926. Các bài báo của Goddard có ảnh hưởng lớn đến quốc tế trong lĩnh vực của ông.
Trong chiến tranh thế giới thứ hai, các tên lửa dẫn đường đầu tiên, V-2 đã được phát triển và sử dụng làm vũ khí bởi Đệ tam Quốc xã. Trong chuyến bay thử nghiệm vào tháng 6 năm 1944, một tên lửa như vậy đã bay vào vũ trụ ở độ cao 189 kilômét (102 hải lý), trở thành vật thể đầu tiên trong lịch sử loài người làm như vậy. Vào cuối Thế chiến II, hầu hết đội tên lửa V-2, bao gồm cả người đứng đầu là Wernher von Braun đã đầu hàng Hoa Kỳ, và đã bị trục xuất để làm việc với các tên lửa của Mỹ tại Cơ quan Tên lửa đạn đạo của quân đội. Công việc này trên các tên lửa như Juno I và Atlas cho phép phóng tàu vệ tinh Explorer 1 đầu tiên của Mỹ vào ngày 1 tháng 2 năm 1958 và người Mỹ đầu tiên trên quỹ đạo, John Glenn trong Friendship 7 vào ngày 20 tháng 2 năm 1962. Là giám đốc của Trung tâm bay không gian Marshall, Von Braun giám sát việc phát triển một loại tên lửa lớn hơn có tên Saturn, cho phép Mỹ gửi hai người đầu tiên, Neil Armstrong và Buzz Aldrin, lên Mặt trăng và quay trở lại tàu Apollo 11 vào tháng 7 năm 1969. Đồng thời, Liên Xô đã bí mật thử nhưng không phát triển được tên lửa N1, nghĩa là họ không có khả năng đưa con người lên Mặt Trăng.

## Các giai đoạn

### Phóng lên
Tên lửa là phương tiện duy nhất hiện có khả năng đạt quỹ đạo quay quanh Trái Đất hoặc xa hơn. Các công nghệ phóng tàu vũ trụ không tên lửa khác vẫn chưa được chế tạo, hoặc vẫn thiếu tốc độ quỹ đạo. Một vụ phóng tên lửa cho một chuyến bay vũ trụ thường bắt đầu từ một sân bay vũ trụ (cosmodrome), có thể được trang bị các tổ hợp bệ phóng để phóng tên lửa thẳng đứng, và đường băng để cất cánh và hạ cánh máy bay của tàu sân bay và tàu vũ trụ có cánh. Sân bay vũ trụ cần nằm cách xa nơi ở của con người vì lý do an toàn và tiếng ồn. ICBM có các phương tiện phóng đặc biệt khác nhau.
Một vụ phóng tên lửa thường được giới hạn trong các cửa sổ phóng nhất định. Các cửa sổ này phụ thuộc vào vị trí của các thiên thể và quỹ đạo liên quan đến vị trí phóng. Ảnh hưởng lớn nhất thường là sự quay của chính Trái Đất. Sau khi phóng, quỹ đạo thường được đặt trong các mặt phẳng tương đối ổn định ở một góc cố định với trục Trái Đất và Trái Đất quay trong quỹ đạo này.
Một bệ phóng là một cấu trúc cố định được thiết kế để đẩy các phương tiện bay. Nó thường bao gồm một tháp phóng và rãnh lửa. Nó được bao quanh bởi các thiết bị được sử dụng để dựng lên, nhiên liệu và bảo trì các phương tiện phóng. Trước khi phóng, tên lửa có thể nặng hàng trăm tấn. Tàu con thoi Columbia, trên STS-1, nặng 2.030 tấn (4.480.000 lb)   lúc cất cánh.

### Lên tới không gian
Định nghĩa được sử dụng phổ biến nhất của không gian bên ngoài là mọi thứ nằm ngoài đường Kármán, dài 100 kilômét (62 mi) phía trên bề mặt Trái Đất. Mỹ đôi khi định nghĩa vũ trụ như tất cả mọi thứ vượt quá 50 dặm (80 km) theo độ cao.
Động cơ tên lửa là phương tiện duy nhất hiện nay để tiếp cận không gian vũ trụ. Động cơ máy bay thông thường không thể đến không gian này do thiếu oxy. Động cơ tên lửa đẩy nhiên liệu đẩy ra để cung cấp lực đẩy về phía trước tạo ra đủ delta-v (thay đổi về vận tốc) để đạt tới quỹ đạo.
Đối với các hệ thống phóng gồm phi hành đoàn, hệ thống thoát hiểm thường được trang bị để cho phép các phi hành gia chạy thoát trong trường hợp khẩn cấp.

#### Lựa chọn thay thế
Nhiều cách để tiếp cận không gian ngoài động cơ tên lửa đã được đề xuất. Ý tưởng như thang máy không gian, và tethers trao đổi moment như rotovators hoặc skyhooks đòi hỏi vật liệu mới mạnh mẽ hơn nhiều so với bất kỳ hiện đang được biết. Các thiết bị phóng điện từ như vòng khởi động có thể khả thi với công nghệ hiện tại. Ý tưởng khác bao gồm máy bay tên lửa hỗ trợ / spaceplanes như Reaction Engines Skylon (hiện đang trong giai đoạn phát triển sớm), scramjet powered spaceplanes, và RBCC powered spaceplanes. Phóng lên dùng súng đã được đề xuất cho việc chuyển hàng hóa.

### Rời khỏi quỹ đạo

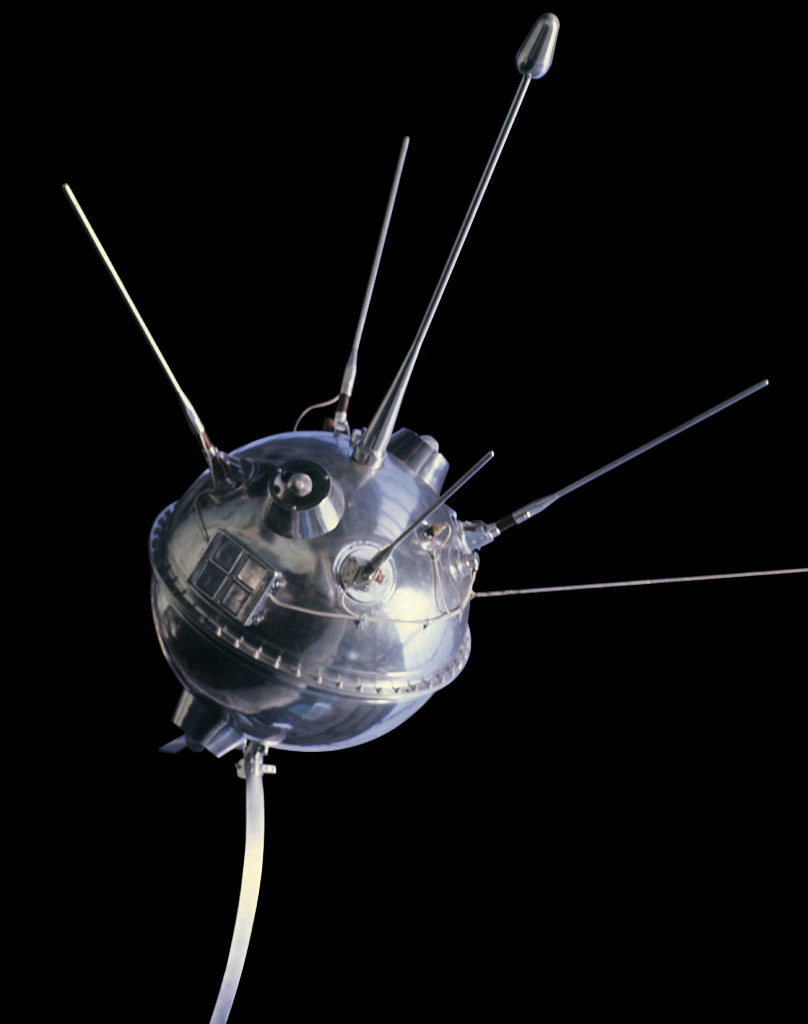
Ra mắt vào năm 1959, Luna 1 là vật thể nhân tạo đầu tiên được biết đến để đạt được vận tốc thoát khỏi Trái Đất. (bản sao trong hình)

Tàu vũ trụ đạt được một quỹ đạo kín là không cần thiết cho các chuyến đi trên mặt trăng và liên hành tinh. Các phương tiện không gian đầu tiên của Nga đã đạt được độ cao rất lớn mà không đi vào quỹ đạo. NASA đã cân nhắc việc phóng các tàu vũ trụ Apollo trực tiếp vào quỹ đạo Mặt Trăng nhưng đã áp dụng chiến lược đầu tiên đi vào quỹ đạo đỗ xe tạm thời và sau đó thực hiện đốt nhiên liệu sau một số vòng quay quỹ đạo riêng biệt để đẩy tàu vũ trụ lên quỹ đạo Mặt Trăng. Điều này chi phí nhiên liệu bổ sung vì điểm cực viễn của quỹ đạo đỗ xe phải đủ cao để ngăn chặn sự tái nhập khí quyển trong khi đẩy trực tiếp có thể có một điểm cực cận thấp tùy ý vì nó sẽ không bao giờ đạt tới được.
Tuy nhiên, cách tiếp cận quỹ đạo đỗ xe đã đơn giản hóa rất nhiều kế hoạch nhiệm vụ Apollo theo nhiều cách quan trọng. Nó mở rộng đáng kể các cửa sổ phóng, tăng cơ hội phóng thành công mặc dù có sự cố kỹ thuật nhỏ trong quá trình đếm ngược. Quỹ đạo đỗ xe là một "cao nguyên nhiệm vụ" ổn định, đã cho phi hành đoàn và người điều khiển có vài giờ để kiểm tra kỹ tàu vũ trụ sau những căng thẳng của việc phóng trước khi thực hiện chuyến bay dài trên Mặt Trăng; phi hành đoàn có thể nhanh chóng quay trở lại Trái Đất, nếu cần thiết, hoặc một nhiệm vụ quỹ đạo Trái Đất thay thế có thể được tiến hành. Quỹ đạo đỗ xe cũng cho phép các quỹ đạo dịch chuyển tránh các phần dày đặc nhất của vành đai bức xạ Van Allen.
Các nhiệm vụ Apollo đã giảm thiểu mức phạt hiệu suất của quỹ đạo đỗ xe bằng cách giữ độ cao của nó càng thấp càng tốt. Ví dụ, Apollo 15 sử dụng quỹ đạo đỗ xe thấp bất thường (ngay cả đối với các nhiệm vụ Apollo) là 92,5 hải lý đến 91,5 hải lý (171   km đến 169 km) nơi có lực cản khí quyển đáng kể. Nhưng nó đã được khắc phục một phần bằng cách đẩy liên tục hydro từ giai đoạn thứ ba của Saturn V, và trong mọi trường hợp có thể chấp nhận được trong thời gian ngắn.
Các nhiệm vụ robot không yêu cầu khả năng hủy bỏ hoặc giảm thiểu phóng xạ và bởi vì các bệ phóng hiện đại thường xuyên đáp ứng các cửa sổ phóng "tức thời", các tàu thăm dò không gian lên Mặt trăng và các hành tinh khác thường sử dụng phương pháp đẩy trực tiếp để tối đa hóa hiệu suất. Mặc dù một số có thể dừng lại trong thời gian ngắn trong chuỗi phóng, chúng không hoàn thành một hoặc nhiều quỹ đạo đỗ xe đầy đủ trước khi chúng đốt cháy các tên lửa để tới quỹ đạo thoát khỏi Trái Đất.
Lưu ý rằng tốc độ để thoát khỏi thiên thể giảm theo độ cao so với thiên thể đó. Tuy nhiên, nó là một nhiên liệu hiệu quả hơn cho một tên lửa để đốt nhiên liệu của nó càng gần mặt đất càng tốt; xem hiệu ứng Oberth và tài liệu tham khảo. Đây là một cách khác để giải thích về hình phạt hiệu suất liên quan đến việc thiết lập điểm cực cận an toàn của quỹ đạo đỗ xe.
Các kế hoạch cho các nhiệm vụ phi hành gia vũ trụ liên hành tinh trong tương lai thường bao gồm lắp ráp phương tiện cuối cùng trên quỹ đạo Trái Đất, như tàu vũ trụ Orion của NASA và tàu song song Kliper / Parom của Nga.